# 33264 Maryrogers
33264 Maryrogers è un asteroide della fascia principale. Scoperto nel 1998, presenta un'orbita caratterizzata da un semiasse maggiore pari a 3,1802913 UA e da un'eccentricità di 0,1150198, inclinata di 2,29251° rispetto all'eclittica.